# Казахи в Туркменистане
Казахи в Туркменистане (каз. Түрікменстан қазақтары) — жители Туркменистана казахского происхождения. Одно из крупных национальных меньшинств Туркменистана. Компактно проживают на севере страны.

## История
Казахи издавна населяли территорию Закаспия. Сюда они перекочевывали после подавления национально-освободительных восстаний. Они спасались здесь от бесчинств карателей. Так, в 1869—1870 годах значительная часть казахов Младшего жуза нашла здесь убежище. В XIX веке казахи Туркменистана (они относились к племени адай) проживали преимущественно на севере Мангышлакского и Красноводского уездов, местом зимовки служил Красноводск.
Отношения кочевников-казахов с туркменами не всегда носили мирный характер — в постановлении комиссии Турцика и Туркомиссии ВЦИК от 9 декабря 1921 года говорится о том, что казахи уже несколько десятков лет вступали в столкновения с туркменами, захватывая и угоняя у них скот и пленных. Это же Постановление разрешило казахам кочевать на территорию Туркменистана, обязав их на её территории сохранять собственное управление.

## Численность
Согласно переписи 1897 года из 382 487 жителей Закаспийской области казахами были 66 700 человек.
По переписи 1989 года численность казахов составляла 2,49 % населения страны или 87 802 чел.
Согласно официальным итогам проведённой в Туркменистане переписи населения 1995 года численность казахов составляла 86 987 чел или 1,94 % населения. Статистические органы ООН не используют данные этой переписи и публикуют собственные оценки численности населения Туркменистана, которые ниже тех значений, что были установлены в официальных итогах переписи населения 1995 года.
В декабре 2012 года в Туркменистане снова была проведена всеобщая перепись населения, однако её данные так и не были опубликованы. Некоторые сведения были опубликованы заместителем Туркменстата на заседании ЮНИСЕФ в Женеве 15 января 2015 года, так доля казахов по переписи 2012 года составила 0,4 % населения страны, что составляет около 20 тыс. человек. Министр иностранных дел Казахстана высказывал мнение о том, что в Туркменистане в 1990-е годы численность казахов достигала 120 тысяч, однако в настоящее время в Туркменистане осталось всего 20 тыс. казахов, преимущественно пожилого возраста.

## Репатриация в Казахстан
Начиная с 1990-х годов наблюдается активная репатриация туркменских казахов в Казахстан. Согласно переписи населения Казахстана 2009 года из 58 158 казахов-уроженцев Туркменистана, которые переселились в Казахстан в период 1999—2009 гг., 49 237 человек (85 %) выбрали местом жительства Мангистаускую область Казахстана. Общий объём репатриации казахов из Туркменистана в Казахстан за период 1991—2014 гг., по официальным данным казахстанской стороны, составил около 65 тысяч человек, что может означать, что значительная, если не бо́льшая, часть казахов Туркменистана покинула страну, что привело к падению численности казахской общины до уровня около 20 тыс. чел. Это оценки, впрочем, не учитывают высокий естественный прирост сохраняющийся и у оставшихся в Туркменистане казахов. Для сравнения, аналогично высокий естественный прирост казахов в Монголии не только компенсировал их отток в Казахстан, но и превысил его. К тому же, мнoгими исследователями не учитываются имеющие место возвратные и маятниковые миграции кандасов.